# Leus ramuli
Leus ramuli là một loài bọ cánh cứng trong họ Cerambycidae.